# Dafnochóri (Kilkís)
Dafnochóri (grec moderne : Δαφνοχώρι) est une localité située dans le dème de Kilkís, dans le district régional de Kilkís, dans la periphérie de Macédoine-Centrale, en Grèce.
Selon le recensement de 2011, elle compte 43 habitants.